# جابه‌جایی لمب

ساختار ریز ترازهای انرژی در هیدروژن - اصلاحات نسبیتی در مدل بور

در دانش فیزیک، تغییر لمب که نام آن از نام ویلیس اوژن لمب، فیزیکدان آمریکایی (۱۹۱۳-۲۰۰۸) گرفته‌شده‌است، به اختلاف اندکی در میزان انرژی بین دو تراز انرژی 2S1/2 و 2P1/2 ازاتم هیدروژن در الکترودینامیک کوانتومی (QED) است. بنا بر معادله دیراک، اوربیتال‌های  2S1/2 و 2P1/2 باید انرژی یکسانی داشته‌باشند، اما برهم‌کنش میان الکترون و خلاء (که در معادله دیراک نادیده گرفته‌شده‌است.) باعث تغییری اندک در میزان انرژی می‌شود که مقدارش برای  2S1/2 و 2P1/2 متفاوت است. لمب و رابرت رادرفورد این تغییر را در سال ۱۹۴۷ اندازه گرفتند و این اندازه‌گیری انگیزه‌ای برای بازبه‌هنجارسازی نظریه شد تا همه واگرایی‌ها را نیز دربربگیرد. این موضوع زمینه‌ساز پیدایش الکترودینامیک کوانتومی نوین توسطجولیان شوینگر،ریچارد فاینمن، ارنست اشتوکلبرگ و سین‌ایترو تومونوجا شد. لمب در سال ۱۹۵۵ به خاطر کشفیات مربوط به تغییر لمب، مفتخر به دریافت جایزه نوبل فیزیک شد.

## استدلال
این روش ابتکاری برای نتیجه‌گیری تغییر در تراز الکترودینامیکی از نورشناسی کوانتومی گرفته‌شده‌است.
نوسان در میدان‌های الکتریکی و مغناطیسی مرتبط به خلاء الکترودینامیکی پتانسیل الکتریکی ناشی از هسته اتم را دچار اغتشاش می‌کند. این اغتشاش به نوسان در موقعیت الکترون می انجامد که تغییر در انرژی آن را توضیح می‌دهد. اختلاف در انرژی پتانسیل از رابطه زیر به دست می‌آید:
{\displaystyle \Delta V=V({\vec {r}}+\delta {\vec {r}})-V({\vec {r}})=\delta {\vec {r}}\cdot \nabla V+{\frac {1}{2}}(\delta {\vec {r}}\cdot \nabla )^{2}V({\vec {r}})+...}
از آنجا که نوسانات همسانگرد هستند،
{\displaystyle \langle (\delta {\vec {r}}\cdot \nabla )^{2}\rangle _{vac}={\frac {1}{3}}\langle (\delta {\vec {r}})^{2}\rangle _{vac}\nabla ^{2}}.
پس رابطه زیر به دست می‌آید:
{\displaystyle \langle \Delta V\rangle ={\frac {1}{6}}\langle (\delta {\vec {r}})^{2}\rangle _{vac}\left\langle \nabla ^{2}\left({\frac {-e^{2}}{4\pi \epsilon _{0}r}}\right)\right\rangle _{at}}.
معادله کلاسیک حرکت برای جابجایی الکترون (δr)k→ القا شده توسط یک مود تکی میدان بردار موج k→ و بسامد v عبارت است از:
{\displaystyle m{\frac {d^{2}}{dt^{2}}}(\delta r)_{\vec {k}}=-eE_{\vec {k}}},
واین تنها در صورتی برقرار است که بسامد v بزرگتر از ν0 در مدار بور باشد،  ν> πc/a0. اگر نوسان‌ها کوچکتر از بسامد طبیعی اوربیتال در اتم باشد، الکترون قادر به پاسخ به میدان در حال نوسان نخواهد بود.
برای میدان در حال نوسان با بسامد v:
{\displaystyle \delta r(t)\cong \delta r(0)e^{-i\nu t}+c.c.},
پس؛
{\displaystyle (\delta r)_{\vec {k}}\cong {\frac {e}{mc^{2}k^{2}}}E_{\vec {k}}={\frac {e}{mc^{2}k^{2}}}{\mathcal {E}}_{\vec {k}}(a_{\vec {k}}e^{-i\nu t+i{\vec {k}}\cdot {\vec {r}}}+h.c.)}.
با محاسبه مجموع روی کل {\displaystyle {\vec {k}}}،
{\displaystyle \langle (\delta {\vec {r}})^{2}\rangle _{vac}=\sum _{\vec {k}}\left({\frac {e}{mc^{2}k^{2}}}\right)^{2}\langle 0|(E_{\vec {k}})^{2}|0\rangle =\sum _{\vec {k}}\left({\frac {e}{mc^{2}k^{2}}}\right)^{2}\left({\frac {\hbar ck}{2\epsilon _{0}\Omega }}\right)},
که در آن {\displaystyle \Omega } حجم یک به‌هنجارسازی بزرگ است( حجم یک جعبه فرضی شامل اتم هیدروژن) و
{\displaystyle {\mathcal {E}}_{\vec {k}}=(\hbar ck/2\epsilon _{0}\Omega )^{1/2}}.
به دلیل پیوستگی   k→, {\displaystyle \sum _{\vec {k}}\rightarrow 2{\frac {\Omega }{(2\pi )^{3}}}\int d^{3}k}  مجموع به انتگرال تبدیل می‌شود، به گونه‌ای که
{\displaystyle \langle (\delta {\vec {r}})^{2}\rangle _{vac}=2{\frac {\Omega }{(2\pi )^{3}}}4\pi \int dkk^{2}\left({\frac {e}{mc^{2}k^{2}}}\right)^{2}\left({\frac {\hbar ck}{2\epsilon _{0}\Omega }}\right)={\frac {1}{2\epsilon _{0}\pi ^{2}}}\left({\frac {e^{2}}{\hbar c}}\right)\left({\frac {\hbar }{mc}}\right)^{2}\int {\frac {dk}{k}}}.
این نتیجه بدون حدی روی انتگرال، واگراست. همان‌طور که در بالا عنوان شد این روش تنها زمانی اعتبار دارد که ν> πc/a0 یا به عبارتی k> π/a0. همچنین تنها در صورتی معتبر است که طول موج‌ها از طول موج کامپتون بزرگتر باشد یا به عبارتی k <mc/ħ. بدین ترتیب می‌توانیم حدود بالا و پایین برای انتگرال را به‌دست آوریم  و این حدود باعث همگرایی جواب می‌شوند.
{\displaystyle \langle (\delta {\vec {r}})^{2}\rangle _{vac}\cong {\frac {1}{2\epsilon _{0}\pi ^{2}}}\left({\frac {e^{2}}{\hbar c}}\right)\left({\frac {\hbar }{mc}}\right)^{2}\ln {\frac {4\epsilon _{0}\hbar c}{e^{2}}}}.
برای اوربیتال اتمی و پتانسیل کولنی،
{\displaystyle \left\langle \nabla ^{2}\left({\frac {-e^{2}}{4\pi \epsilon _{0}r}}\right)\right\rangle _{at}={\frac {-e^{2}}{4\pi \epsilon _{0}}}\int d{\vec {r}}\psi ^{*}({\vec {r}})\nabla ^{2}\left({\frac {1}{r}}\right)\psi ({\vec {r}})={\frac {e^{2}}{\epsilon _{0}}}|\psi (0)|^{2}},
از آنجا که می‌دانیم:
{\displaystyle \nabla ^{2}\left({\frac {1}{r}}\right)=-4\pi \delta ({\vec {r}})}.
برای اوربیتال‌های p، تابع موج غیرنسبیتی در مبدا ناپدید می‌شود، بنابراین هیچ تغییری در انرژی نخواهیم داشت. اما در اوربیتال‌های s یک مقدار متناهی در مبدا موجود است،
{\displaystyle \psi _{2S}(0)={\frac {1}{(8\pi a_{0}^{3})^{1/2}}}},
که در آن شعاع بور برابر است با:
{\displaystyle a_{0}={\frac {4\pi \epsilon _{0}\hbar ^{2}}{me^{2}}}}.
بنابراین؛
{\displaystyle \left\langle \nabla ^{2}\left({\frac {-e^{2}}{4\pi \epsilon _{0}r}}\right)\right\rangle _{at}={\frac {e^{2}}{\epsilon _{0}}}|\psi _{2S}(0)|^{2}={\frac {e^{2}}{8\pi \epsilon _{0}a_{0}^{3}}}}.
و سزانجام اختلاف در انرژی پتانسیل برابر خواهد بود با:
{\displaystyle \langle \Delta V\rangle ={\frac {4}{3}}{\frac {e^{2}}{4\pi \epsilon _{0}}}{\frac {e^{2}}{4\pi \epsilon _{0}\hbar c}}\left({\frac {\hbar }{mc}}\right)^{2}{\frac {1}{8\pi a_{0}^{3}}}\ln {\frac {4\epsilon _{0}\hbar c}{e^{2}}}=\alpha ^{5}mc^{2}{\frac {1}{6\pi }}\ln {\frac {4\epsilon _{0}\hbar c}{e^{2}}}},
که {\displaystyle \alpha } ثابت ساختار ریز است. این تغییر در حدود ۱ گیگاهرتز است که بسیار شبیه به تغییر انرژی مشاهده‌شده است.

## کار تجربی
در سال ۱۹۴۷ ویلیس لمب و رابرت رادرفورد آزمایشی را به منظور تهییج انتقال بسامد رادیوی بین ترازهای انرژی  2S1/2 و 2P1/2 انجام دادند. با استفاده از بسامدهای پایین‌تر از آنچه در انتقال‌های نوری استفاده می‌شد، اثر پهن‌کنندگی دوپلر را می‌توان نادیده گرفت (پهن‌کنندگی دوپلر با بسامد متناسب است). اختلاف انرژی که لمب و رادرفورد متوجه آن شدند برابر با ۱۰۰۰ مگاهرتز انرژی بیشتر برا تراز 2S1/2 نسبت به  تراز 2P1/2 بود.
این اختلاف خاص یک اثر تک حلقه در الکترودینامیک کوانتومی است و می‌توان آن را به صورت تاثیر فوتون‌های مجازی منتشرشده یا جذب‌شده توسط اتم، تعبیر نمود. در الکترودینامیک کوانتومی میدان الکترومغناطیسی کوانتایی است و مانند  نوسانگر هماهنگ در مکانیک کوانتومی، پایین‌ترین حالت آن صفر نیست. بنابراین نوسانات نقطه صفر کوچکی وجود دارند که باعث می‌شوند الکترون حرکات نوسانی سریعی انجام دهد. الکترون آغشته می‌شود و شعاع نیز از r به r + δr تغییر می‌کند.
بنابراین پتانسیل کولنی به مقدار کمی دچار اغتشاش می‌شود و تبهگنی دو تراز انرژی از بین می‌شود. پتانسیل جدید را می‌توان به شکل زیر تقریب (با استفاده از یکاهای اتمی) زد:
{\displaystyle \langle E_{\mathrm {pot} }\rangle =-{\frac {Ze^{2}}{4\pi \epsilon _{0}}}\left\langle {\frac {1}{r+\delta r}}\right\rangle .}
خود انتقال لمب از این رابطه به دست می‌آید:
{\displaystyle \Delta E_{\mathrm {Lamb} }=\alpha ^{5}m_{e}c^{2}{\frac {k(n,0)}{4n^{3}}}\ \mathrm {for} \ \ell =0\,}
که k(n, 0) تقریباً ۱۳ است و کمی با n اختلاف دارد و
{\displaystyle \Delta E_{\mathrm {Lamb} }=\alpha ^{5}m_{e}c^{2}{\frac {1}{4n^{3}}}\left[k(n,\ell )\pm {\frac {1}{\pi (j+{\frac {1}{2}})(\ell +{\frac {1}{2}})}}\right]\ \mathrm {for} \ \ell \neq 0\ \mathrm {and} \ j=\ell \pm {\frac {1}{2}},}
که k(n,&#x2113;) یک عدد کوچک است (۰.۰۵>).

## تغییر لمب در طیف هیدروژن
در سال ۱۹۴۷ هانس بته نخستین فردی بود که تغییر لمب را در طیف هیدروژن توضیح داد و بدین صورت گسترش‌های نوین در الکترودینامیک  کوانتومی را پایه‌ریزی کرد. تغییر لمب در حال حاضر اندازه‌گیری ثابت ساختار ریز α را با تقریبی بهتر از یک بخش در میلیون، ارائه می‌دهد و اجازه آزمودن دقت کوانتوم الکترودینامیکی را می‌دهد.